# 2008年世界房車錦標賽智利站
2008年世界房車錦標賽智利站是2008年度世界房車錦標賽的第五站賽事，正式比賽在2008年6月15日於智利馬薩里克賽道上舉行。這是歷來第三次在智利舉行賽事。第一回合由寶馬車隊的辛拿迪勝出，第二回合由西亞車隊的泰基尼勝出。